# XVIII Festival Internacional de la Canción de Viña del Mar
El XVIII Festival de la Canción de Viña del Mar, o simplemente Festival de Viña del Mar 1977, se realizó del 2 al 7 de febrero de 1977 en el anfiteatro de la Quinta Vergara, en Viña del Mar, Chile. Fue transmitido por Televisión Nacional de Chile y animado por Antonio Vodanovic y coanimado por María Graciela Gómez. 

## Curiosidades
- Recordada es la participación, en representación de Chile, de un joven y debutante Florcita Motuda, quien con una estrafalaria tenida, saliera a defender su canción "Brevemente gente".

- Impredecible es el público festivalero: mientras que la coanimadora de este año, María Graciela Gómez recibiera calurosos y afectuosos aplausos y vítores de la galería (a diferencia de lo que había sucedido con su antecesora el año anterior), el respetable se ensañó con el trío humorístico Los Muleros, que el año anterior habían arrasado en la Quinta Vergara.

- Este Festival, fue uno de los últimos transmitidos íntegramente en blanco y negro en todas sus noches.

## Artistas invitados
- Julio Iglesias
- Shalom
- Palito Ortega
- Las  Cuatro Monedas
- Sergio y Estíbaliz
- Manolo Otero
- Luis Dimas
- Trigo Limpio
- Gloria Benavides
- Coco Legrand
- Los Muleros
- Roberto Viking Valdés
- Danny Daniel
- Barrabás (banda)
- Al Bano
- Romina Power
- Albert Hammond
- Rumba Tres

## Jurado Internacional
- Albert Hammond
- Juan Carlos Calderón
- Palito Ortega
- Horacio Malvicino
- María José Cantudo
- Ramón Arcusa (del Dúo Dinámico)
- Al Bano
- Romina Power
- Francisco Flores del Campo
- Luis Sigall
- Scottie Scott

## Competencia Internacional
- 1.er lugar:  Israel, Song of love, de Boaz Sharabi, interpretada por Navah Baruchin.
- 2.° lugar:  Nicaragua, Cancionero, escrita e interpretada por Hernaldo Zúñiga.
- 3.er lugar:  Chile, De cara al viento, de Luis Alfonso "Poncho" Venegas, interpretada por Luz Eliana.
- Mejor intérprete internacional: Romana,  Argentina.
- Mejor intérprete nacional: Florcita Motuda,  Chile.
- Mejor arreglo orquestal: Horacio Saavedra,  Chile, por la canción De cara al viento.

| Predecesor: XVII Festival de Viña del Mar | XVIII Festival de Viña del Mar 1977 | Sucesor: XIX Festival de Viña del Mar |

- Datos: Q6168865